# 쟈니 잉글리쉬 2: 네버다이
《쟈니 잉글리쉬 2: 네버다이》(영어: Johnny English Reborn)는 2011년에 개봉한 영국의 첩보 액션 코미디 영화이다. 《쟈니 잉글리쉬》(2003) 속편이다. 올리버 파커가 연출하고, 로언 앳킨슨이 전편에 이어 제목에 명시된 주인공 역을 맡았다. 그 외에 질리언 앤더슨, 로저먼드 파이크, 도미닉 웨스트, 리처드 시프, 대니얼 컬루야 등이 출연하였다.
전편과 마찬가지로 제임스 본드 시리즈를 비롯한 첩보 영화물을 패러디하였으며, 평단으로부터 엇갈린 평을 받았다.
속편 《쟈니 잉글리쉬 3》(2018)으로 이어진다.

## 줄거리
전편으로부터 8년 후. 조니 잉글리시는 신임 모잠비크 대통령 보호 임무에 실패하여 전편에서 받았던 기사 작위를 박탈당한다. MI7 새 국장 패멀라 “페거서스” 손턴은 전 CIA 요원 타이터스가 영-중 총리 회담 중 중국 총리를 암살하려는 음모가 있다는 정보를 줬다며 조니에게 조사를 맡긴다.
홍콩으로 건너간 조니에게 타이터스는 자신이 세계 최강 암살자 세 명으로 구성된 보텍스(→소용돌이) 일원이라고 고백하며, 어떤 비밀 무기를 해제하는 열쇠 세 개를 셋이 하나씩 나눠 가졌다고 알려 준다. 이어 모잠비크 대통령 살해에 보텍스가 관여했다고 자백한 타이터스는 직후 열린 창문을 통해 날아온 총알에 맞아 즉사한다.
MI7 행동 심리학자 케이트는 조니에게 최면을 걸어 억눌린 기억을 끌어올리고, 과거 KGB였으나 MI7의 접근에 응해 이중 첩자로 활동했던 아템 카를렌코가 대통령 암살 당시 모잠비크에 있었다는 걸 확인한다. 타이터스와 같은 저격수에게 급습당한 아템은 사망 직전 세 번째 열쇠 소유자가 MI7에 침투해 있다는 걸 알려준다.
그건 바로 조니와 절친한 동료 요원 사이먼이었다.
한편 모잠비크 임무 촬영 영상을 살펴보던 케이트는 당시 암살자가 가상의 세뇌 약물 티목슬린 바버뷰터놀(Timoxeline Barbebutenol, C11H18N2O3)에 조종당했다는 걸 알아낸다. 이 약물을 마시게 된 조니는 사이먼이 명령하는 대로 페거서스를 제압한 뒤 페거서스를 대신해 총리 경호 임무를 맡는데...

## 출연진
- 로언 앳킨슨 - 조너선 “조니” 잉글리시 역
- 질리언 앤더슨 - 패멀라 “페거서스” 손턴 역
- 로저먼드 파이크 - 캐서린 “케이트” 섬너 역
- 도미닉 웨스트 - 사이먼 앰브로즈 요원 역
- 리처드 시프 - 타이터스 피셔 역
- 마크 이바니어 - 아템 카를렌코 / 백만장자 세르게이 푸도프킨 역
- 대니얼 컬루야 - 콜린 터커 요원 역: 신입. 조니에게 지정된 조수.
- 팀 매키너니 - 패치 쿼터메인 역: MI7 병참 장교.
- 번 고먼 - 슬레이터 역
- 조제핀 드라봄 - 마들렌 역
- 게리 케인 - 마토프 역
- 베네딕트 웡 - 치 한 리 역
- 왈레 오조 - 샴발 모잠비크 대통령 역
- 크리스 자먼 - 마이클 템베 역
- 로보 챈 - 샹 핑 중국 총리 역
- 스티븐 캠벨 무어 - 총리 역
- 앤드루 우돌 - 외무장관 역
- 테리사 머호니 - 영국 대표 역
- 재닛 화이트사이드 - 패멀라의 어머니 역
- 루퍼트 밴시터트 - 데릭 역
- 크리스티나 청 - 바버라 역
- 이가와 도고 - 팅 왕 역
- 윌리엄스 벨 - 링 역
- 엘런 토머스 - 터커 엄마 역
- 이언 쇼 - 에이전트 넘버 투 역
- 로저 바클리 - 에이전트 투 역
- 에릭 카트 - 에이전트 원 역
- 만디 시두 - 접수 담당 직원 2 역
- 리처드 심스 - 가는 세로줄 무늬 정장의 남자 역
- 크리스 맨스필드 - 주차 집행관 역
- 클래라 패짓 - 웨이터 역

## 기타 제작진
- 공동 제작: 라파엘 베놀리엘
- 배역: 루시 베번
- 세트: 캐럴라인 스미스
- 음악 편집: 스티븐 프라이스
- 조감독: 댄 채닝 윌리엄스, 시카니 도럼, 마틴 켄지, 테리 맥셰인, 그레그 타이넌